# Magyarország az 1989-es úszó-Európa-bajnokságon
Magyarország a Bonnban megrendezett 1989-es úszó-Európa-bajnokság egyik részt vevő nemzete volt.

## Versenyzők száma
| Sportág, szakág | Magyar résztvevő | Magyar résztvevő | Magyar résztvevő |
| Sportág, szakág | Férfi            | Nő               | Össz.            |
| Úszás           | 10               | 2                | 12               |
| Műugrás         | 1                | 3                | 4                |
| Vízilabda       | 15               | 13               | 28               |
| Összesen        | 26               | 18               | 44               |

## Érmesek
| Érem  | Versenyző | Versenyszám | Versenyszám          | Dátum         |
| ----- | --- | ----------- | -------------------- | ------------- |
| Arany | Darnyi Tamás | úszás       | Férfi 400 m vegyes   | augusztus 16. |
| Arany | Darnyi Tamás | úszás       | Férfi 200 m pillangó | augusztus 19. |
| Arany | Darnyi Tamás | úszás       | Férfi 200 m vegyes   | augusztus 20. |
| Ezüst | Egerszegi Krisztina | úszás       | Női 400 m vegyes     | augusztus 15. |
| Ezüst | Egerszegi Krisztina | úszás       | Női 100 m hát        | augusztus 17. |
| Ezüst | Egerszegi Krisztina | úszás       | Női 200 m hát        | augusztus 20. |
| Ezüst | Bajusz Andrea Dancsa Katalin Dénes Andrea Eke Andrea Ernst Ágnes Huff Zsuzsanna Kertész Zsuzsa Kókai Ildikó Rafael Irén Stieber Mercédesz Szalkay Orsolya Várkonyi Gabriella Vincze Edit | vízilabda   | Női vízilabda        | augusztus 20. |
| Bronz | Szabó József | úszás       | Férfi 200 m mell     | augusztus 18. |

## Úszás
Férfi
| Versenyző                                             | Versenyszám      | Előfutam | Előfutam | Előfutam | Döntő   | Döntő    |
| Versenyző                                             | Versenyszám      | Idő      | Hely.    | Össz.    | Idő     | Helyezés |
| ----------------------------------------------------- | ---------------- | -------- | -------- | -------- | ------- | -------- |
| Ágh Norbert                                           | 100 m gyors      | 52,71    | 7.       | 27.      | kiesett | kiesett  |
| Ágh Norbert                                           | 200 m gyors      | 1:50,61  |          | 10.      | 1:50,73 | 11.      |
| Ágh Norbert                                           | 400 m gyors      | 3:57,81  |          | 17.      | 3:59,29 | 16.      |
| Darnyi Tamás                                          | 200 m pillangó   | 2:00,45  | 1.       | 1.       | 1:58,87 |          |
| Darnyi Tamás                                          | 200 m vegyes     | 2:02,21  | 1.       | 1.       | 2:01,03 |          |
| Darnyi Tamás                                          | 400 m vegyes     | 4:21,61  |          | 2.       | 4:15,25 |          |
| Debnár Tamás                                          | 100 m mell       | 1:03,21  | 4.       | 6.       | 1:03,05 | 6.       |
| Debnár Tamás                                          | 200 m mell       | 2:17,80  | 2.       | 4.       | 2:16,90 | 6.       |
| Deutsch Tamás                                         | 100 m hát        | 57,70    |          | 7.       | 57,56   | 7.       |
| Deutsch Tamás                                         | 200 m hát        | 2:04,55  | 2.       | 7.       | 2:08,72 | 8.       |
| Güttler Károly                                        | 100 m mell       | 1:03,75  |          | 10.      | 1:03,84 | 13.      |
| Horváth Zoltán                                        | 100 m pillangó   | 57,04    |          | 26.      | kiesett | kiesett  |
| Horváth Zoltán                                        | 100 m gyors      | 52,66    | 5.       | 25.      | kiesett | kiesett  |
| Kalaus Valter                                         | 1500 m gyors     | 16:03,85 | 6.       | 15.      | kiesett | kiesett  |
| Kiss Tibor                                            | 100 m pillangó   | 57,91    |          | 32.      | kiesett | kiesett  |
| Kiss Tibor                                            | 200 m pillangó   | 2:03,32  | ?        | 16.      | 2:03,18 | 13.      |
| Szabó József                                          | 200 m mell       | 2:16,73  | 1.       | 2.       | 2:16,05 |          |
| Szabó József                                          | 200 m vegyes     | 2:08,64  | 6.       | 19.      | kiesett | kiesett  |
| Szabó József                                          | 400 m vegyes     | 4:23,52  |          | 4.       | 4:21,69 | 5.       |
| Szilágyi Zoltán                                       | 200 m gyors      | 1:52,39  |          | 20.      | kiesett | kiesett  |
| Szilágyi Zoltán                                       | 400 m gyors      | 3:53,38  | 3.       | 7.       | 3:52,68 | 7.       |
| Szilágyi Zoltán Kalaus Valter Kiss Tibor Ágh Norbert  | 4 × 200 m gyors  | 7:28,51  |          | 7.       | 7:26,95 | 7.       |
| Deutsch Tamás Debnár Tamás Horváth Zoltán Ágh Norbert | 4 × 100 m vegyes | 3:50,05  |          | 9.       | kiesett | kiesett  |

Női
| Versenyző           | Versenyszám  | Előfutam | Előfutam | Előfutam | Döntő   | Döntő    |
| Versenyző           | Versenyszám  | Idő      | Hely.    | Össz.    | Idő     | Helyezés |
| ------------------- | ------------ | -------- | -------- | -------- | ------- | -------- |
| Csépe Gabriella     | 100 m mell   | 1:12,68  |          |          | 1:12,77 | 14.      |
| Egerszegi Krisztina | 100 m hát    | 1:03,21  |          | 2.       | 1:02,44 |          |
| Egerszegi Krisztina | 200 m hát    | 2:14,44  | 1.       | 1.       | 2:12,61 |          |
| Egerszegi Krisztina | 400 m vegyes | 4:49,98  | 1.       | 1.       | 4:44,75 |          |

## Műugrás
Férfi
| Versenyző     | Versenyszám | Selejtező | Selejtező | Döntő   | Döntő    |
| Versenyző     | Versenyszám | Pont      | Hely.     | Pont    | Helyezés |
| ------------- | ----------- | --------- | --------- | ------- | -------- |
| Némedi Károly | 1 m műugrás | 245,52    | 16.       | kiesett | kiesett  |
| Némedi Károly | toronyugrás | 453,45    | 14.       | kiesett | kiesett  |

Női
| Versenyző       | Versenyszám | Selejtező | Selejtező | Döntő   | Döntő    |
| Versenyző       | Versenyszám | Pont      | Hely.     | Pont    | Helyezés |
| --------------- | ----------- | --------- | --------- | ------- | -------- |
| Gerlach Ágnes   | 1 m műugrás | 239,13    | 8.        | 197,82  | 4.       |
| Gerlach Ágnes   | 3 m műugrás | 412,95    | 9.        | 404,31  | 11.      |
| Haász Katalin   | 1 m műugrás | 197,40    | 13.       | kiesett | kiesett  |
| Haász Katalin   | 3 m műugrás | 427,92    | 6.        | 408,93  | 10.      |
| Cserba Brigitta | toronyugrás | 338,37    | 10.       | 317,64  | 10.      |

## Vízilabda

### Férfi
A magyar férfi vízilabda-válogatott kerete:
| Magyar nemzeti férfi vízilabdacsapat-játékoskeret | Magyar nemzeti férfi vízilabdacsapat-játékoskeret | Magyar nemzeti férfi vízilabdacsapat-játékoskeret | Magyar nemzeti férfi vízilabdacsapat-játékoskeret | Magyar nemzeti férfi vízilabdacsapat-játékoskeret |
| #                                                 | Név                                               | Poszt                                             | Kor (1989. augusztus 13. szerint)                 | Klub                                              |
| ------------------------------------------------- | ------------------------------------------------- | ------------------------------------------------- | ------------------------------------------------- | ------------------------------------------------- |
|                                                   | Bujka Gábor                                       | M                                                 | 1961. április 18. (28 évesen)                     | Tatabányai Bányász                                |
|                                                   | Gyöngyösi András                                  | M                                                 | 1968. január 23. (21 évesen)                      | Ferencváros                                       |
|                                                   | Kuna Péter                                        | K                                                 | 1965. július 27. (24 évesen)                      | Tungsram SC                                       |
|                                                   | Mészáros Csaba                                    | M                                                 | 1964. augusztus 14. (24 évesen)                   | Vasas SC                                          |
|                                                   | Nemes Gábor                                       | K                                                 | 1964. november 30. (24 évesen)                    | Vasas SC                                          |
|                                                   | Nitsovits Tamás                                   | M                                                 | 1968. november 12. (20 évesen)                    | Újpesti Dózsa                                     |
|                                                   | Pardi Tibor                                       | M                                                 | 1967. december 5. (21 évesen)                     | Tungsram SC                                       |
|                                                   | Petőváry Zsolt                                    | M                                                 | 1963. március 15. (26 évesen)                     | Vasas SC                                          |
|                                                   | Péter Imre                                        | M                                                 | 1970. április 1. (19 évesen)                      | Bp. Spartacus                                     |
|                                                   | Pintér István                                     | M                                                 | 1961. augusztus 21. (27 évesen)                   | Szolnoki VSC                                      |
|                                                   | Schmiedt Gábor                                    | M                                                 | 1962. január 25. (27 évesen)                      | Tungsram SC                                       |
|                                                   | Tóth Imre                                         | M                                                 | 1963. november 3. (25 évesen)                     | Bp. Spartacus                                     |
|                                                   | Tóth László                                       | M                                                 | 1968. február 9. (21 évesen)                      | Szentes                                           |
|                                                   | Vincze Balázs                                     | M                                                 | 1967. január 27. (22 évesen)                      | Újpesti Dózsa                                     |
|                                                   | Zantleitner Tamás                                 | M                                                 | 1968. január 21. (21 évesen)                      | Tatabányai Bányász                                |
| Szövetségi kapitány: Kásás Zoltán                 |                                                   |                                                   |                                                   |                                                   |

Csoportkör
A csoport
| Csapat         | M | Gy | D | V | G+ | G– | Gk  | P |
| -------------- | - | -- | - | - | -- | -- | --- | - |
| Olaszország    | 3 | 3  | 0 | 0 | 34 | 16 | +18 | 6 |
| Magyarország   | 3 | 2  | 0 | 1 | 32 | 28 | +4  | 4 |
| Görögország    | 3 | 1  | 0 | 2 | 23 | 30 | –7  | 2 |
| Nagy-Britannia | 3 | 0  | 0 | 3 | 18 | 33 | –15 | 0 |

| 1989. augusztus 13. 17:20 | Magyarország                                                | 12–11 | Nagy-Britannia                                                     | Nézőszám: 1500Játékvezetők: Csiunasz (szovjet), Skaal (svéd) |
| 1989. augusztus 13. 17:20 | (3–2, 4–2, 3–4, 2–3)                                        |       |                                                                    | Nézőszám: 1500Játékvezetők: Csiunasz (szovjet), Skaal (svéd) |
| 1989. augusztus 13. 17:20 | Tóth I. 4 Gyöngyösi 3 Mészáros 2 Bujka, Petőváry, Péter 1-1 |       | Birmingham 3 Eastman, Edwards, Monnfield 2-2 MacCallum, Simons 1-1 | Nézőszám: 1500Játékvezetők: Csiunasz (szovjet), Skaal (svéd) |

| 1989. augusztus 14. 16:10 | Olaszország                                               | 8–7 | Magyarország                                       | Nézőszám: 2000Játékvezetők: Klaric (jugoszláv) Indrelid (norvég) |
| 1989. augusztus 14. 16:10 | (4–2, 2–1, 1–2, 1–2)                                      |     |                                                    | Nézőszám: 2000Játékvezetők: Klaric (jugoszláv) Indrelid (norvég) |
| 1989. augusztus 14. 16:10 | Ferretti 3 F. Porzio 2 d'Altrui, Campagna, Caldarella 1-1 |     | Petőváry, Mészáros 2-2 Pintér, Tóth L., Péter 1-1, | Nézőszám: 2000Játékvezetők: Klaric (jugoszláv) Indrelid (norvég) |

| 1989. augusztus 15. 10:10 | Magyarország                                            | 13–9 | Görögország                                                                      | Nézőszám: 1000Játékvezetők: Bookelman (holland) Lalov (bolgár) |
| 1989. augusztus 15. 10:10 | (2–4, 5–1, 1–0, 5–4)                                    |      |                                                                                  | Nézőszám: 1000Játékvezetők: Bookelman (holland) Lalov (bolgár) |
| 1989. augusztus 15. 10:10 | Mészáros, Tóth I. 4–4 Petőváry 2 Nitsovits, Tóth L. 1–1 |      | Szeletopulosz 3 Mavrotász 2 Protopapasz, Likudisz, Kairafasz, Papanasztasziu 1–1 | Nézőszám: 1000Játékvezetők: Bookelman (holland) Lalov (bolgár) |

Középdöntő
E csoport
| Csapat        | M | Gy | D | V | G+ | G– | Gk  | P |
| ------------- | - | -- | - | - | -- | -- | --- | - |
| Olaszország   | 5 | 3  | 2 | 0 | 52 | 43 | +9  | 8 |
| NSZK          | 5 | 3  | 1 | 1 | 54 | 46 | +8  | 7 |
| Spanyolország | 5 | 2  | 1 | 2 | 48 | 51 | –3  | 5 |
| Csehszlovákia | 5 | 2  | 0 | 3 | 44 | 48 | –4  | 4 |
| Magyarország  | 5 | 2  | 0 | 3 | 47 | 43 | +4  | 4 |
| Görögország   | 6 | 1  | 0 | 5 | 39 | 53 | –14 | 2 |

| 1989. augusztus 16. | NSZK                                                     | 11–9 | Magyarország                                                  | Nézőszám: 2000Játékvezetők: Prihogyko (szovjet) Rosmann (osztrák) |
| 1989. augusztus 16. | (0–3, 2–3, 4–1, 5–2)                                     |      |                                                               | Nézőszám: 2000Játékvezetők: Prihogyko (szovjet) Rosmann (osztrák) |
| 1989. augusztus 16. | Samm 3 Huber, Otto, Osselmann 2-2 Theismann, Schütze 1-1 |      | Petőváry 4 Bujka, Tóth L., Tóth I., Schmiedt, Zantleitner 1-1 | Nézőszám: 2000Játékvezetők: Prihogyko (szovjet) Rosmann (osztrák) |

| 1989. augusztus 17. | Magyarország                              | 10–6 | Spanyolország                      | Nézőszám: 1500Játékvezetők: Timoc (román) Csirunasz (szovjet) |
| 1989. augusztus 17. | (1–2, 4–1, 2–1, 3–2)                      |      |                                    | Nézőszám: 1500Játékvezetők: Timoc (román) Csirunasz (szovjet) |
| 1989. augusztus 17. | Tóth I. 4. Gyöngyösi 3 Bujka 2 Petőváry 1 |      | Neira, Garcia 2-2 Gomez, Gomez 1-1 | Nézőszám: 1500Játékvezetők: Timoc (román) Csirunasz (szovjet) |

| 1989. augusztus 18. | Csehszlovákia                                                 | 9–8 | Magyarország                      | Nézőszám: 1000Játékvezetők: Pernikliski (svéd) Klaric (jugoszláv) |
| 1989. augusztus 18. | (4–2, 1–2, 3–3, 1–1)                                          |     |                                   | Nézőszám: 1000Játékvezetők: Pernikliski (svéd) Klaric (jugoszláv) |
| 1989. augusztus 18. | Hornak 3 Vidumansky 2 Bundsuch, Polacik, Rischter, Peciar 1-1 |     | Tóth I. 4 Gyöngyösi 3 Mészáros 1, | Nézőszám: 1000Játékvezetők: Pernikliski (svéd) Klaric (jugoszláv) |

9. helyért
| 1989. augusztus 19. | Magyarország                                                 | 14–7 | Bulgária                                     | Nézőszám: 500Játékvezetők: Thibou (belga) Geli (spanyol) |
| 1989. augusztus 19. | (4–3, 3–1, 3–1, 4–2)                                         |      |                                              | Nézőszám: 500Játékvezetők: Thibou (belga) Geli (spanyol) |
| 1989. augusztus 19. | Gyöngyösi 4 Petőváry, Tóth L. 3-3 Tóth I. 2 Bujka, Péter 1-1 |      | Nanov 3, Dagorov, Bonev, Canev, Georgiev 1-1 | Nézőszám: 500Játékvezetők: Thibou (belga) Geli (spanyol) |

| Csapat       | Helyezés |
| ------------ | -------- |
| Magyarország | 9.       |

### Női
A magyar női vízilabda-válogatott kerete:
| Magyar nemzeti női vízilabdacsapat-játékoskeret | Magyar nemzeti női vízilabdacsapat-játékoskeret | Magyar nemzeti női vízilabdacsapat-játékoskeret | Magyar nemzeti női vízilabdacsapat-játékoskeret | Magyar nemzeti női vízilabdacsapat-játékoskeret |
| #                                               | Név                                             | Poszt                                           | Kor (1989. augusztus 16. szerint)               | Klub                                            |
| ----------------------------------------------- | ----------------------------------------------- | ----------------------------------------------- | ----------------------------------------------- | ----------------------------------------------- |
|                                                 | Bajusz Andrea                                   | M                                               |                                                 | BVSC                                            |
|                                                 | Dancsa Katalin                                  | M                                               | 1963. december 20. (25 évesen)                  | Vasas SC                                        |
|                                                 | Dénes Andrea                                    | M                                               | 1967. 0. (22 évesen)                            | BVSC                                            |
|                                                 | Eke Andrea                                      | M                                               | 1968. március 19. (21 évesen)                   | Szentes                                         |
|                                                 | Ernst Ágnes                                     | M                                               | 1957. október 20. (31 évesen)                   |                                                 |
|                                                 | Huff Zsuzsanna                                  | K                                               | 1964. május 25. (25 évesen)                     | Szentes                                         |
|                                                 | Kertész Zsuzsa                                  | M                                               | 1965. december 28. (23 évesen)                  | BVSC                                            |
|                                                 | Kókai Ildikó                                    | M                                               | 1963. december 17. (25 évesen)                  | BVSC                                            |
|                                                 | Rafael Irén                                     | M                                               | 1966. október 11. (22 évesen)                   | BVSC                                            |
|                                                 | Stieber Mercédesz                               | M                                               | 1974. szeptember 4. (14 évesen)                 | OSC                                             |
|                                                 | Szalkai Orsolya                                 | K                                               | 1968. augusztus 19. (20 évesen)                 | BVSC                                            |
|                                                 | Várkonyi Gabriella                              | M                                               | 1963. május 22. (24 évesen)                     | OSC                                             |
|                                                 | Vincze Edit                                     | M                                               | 1965. október 1. (23 évesen)                    | Szentes                                         |
| Szövetségi kapitány: Konrád János               |                                                 |                                                 |                                                 |                                                 |

Csoportkör
A csoport
| Csapat        | M | Gy | D | V | G+ | G– | Gk  | P |
| ------------- | - | -- | - | - | -- | -- | --- | - |
| Magyarország  | 3 | 3  | 0 | 0 | 52 | 14 | +38 | 6 |
| Franciaország | 3 | 2  | 0 | 1 | 31 | 26 | +5  | 4 |
| Norvégia      | 3 | 1  | 0 | 2 | 17 | 38 | –21 | 2 |
| Svédország    | 3 | 0  | 0 | 3 | 17 | 39 | –22 | 0 |

| 1989. augusztus 16. 11:00 | Magyarország                                       | 20–5 | Svédország                     | Nézőszám: 500Játékvezetők: Racine (francia) Bathurst (brit) |
| 1989. augusztus 16. 11:00 | (4–2, 5–2, 8–0, 3–1)                               |      |                                | Nézőszám: 500Játékvezetők: Racine (francia) Bathurst (brit) |
| 1989. augusztus 16. 11:00 | Eke 6 Rafael 5 Kertész, Kókai 3–3 Vincze 2 Ernst 1 |      | Smith 3 Kisberg, Andersson 1-1 | Nézőszám: 500Játékvezetők: Racine (francia) Bathurst (brit) |

| 1989. augusztus 17. 15:15 | Magyarország                              | 10–6 | Franciaország                    | Nézőszám: 500Játékvezetők: Rosmann (osztrák) Drobnjak (jugoszláv) |
| 1989. augusztus 17. 15:15 | (1–2, 3–1, 1–2, 5–1)                      |      |                                  | Nézőszám: 500Játékvezetők: Rosmann (osztrák) Drobnjak (jugoszláv) |
| 1989. augusztus 17. 15:15 | Kertész 4 Eke 3 Rafael, Kókai, Dancsa 1-1 |      | Gauthreau 3 Yayhaoui 2 Greffet 1 | Nézőszám: 500Játékvezetők: Rosmann (osztrák) Drobnjak (jugoszláv) |

| 1989. augusztus 18. 15:15 | Magyarország         | 22–3 | Norvégia |  |
| 1989. augusztus 18. 15:15 | (2–0, 7–1, 6–1, 7–1) |      |          |  |
| 1989. augusztus 18. 15:15 |                      |      |          |  |

Elődöntő
| 1989. augusztus 19. | Magyarország                              | 8–6 | Olaszország                                | Nézőszám: 500Játékvezetők: Klaric (jugoszláv) Panagakosz (görög) |
| 1989. augusztus 19. | (1–2, 3–2, 3–2, 1–0)                      |     |                                            | Nézőszám: 500Játékvezetők: Klaric (jugoszláv) Panagakosz (görög) |
| 1989. augusztus 19. | Kókai 3 Eke 2 Vincze, Rafael, Kertész 1-1 |     | Abbate, di Giancinto 2-2 Pinto, Carrin 1-1 | Nézőszám: 500Játékvezetők: Klaric (jugoszláv) Panagakosz (görög) |

Döntő
| 1989. augusztus 20. | Hollandia                                 | 14–11 | Magyarország                              | Nézőszám: 2000Játékvezetők: Merola (olasz) Cillero (spanyol) |
| 1989. augusztus 20. | (4–3, 3–4, 5–2, 2–2)                      |       |                                           | Nézőszám: 2000Játékvezetők: Merola (olasz) Cillero (spanyol) |
| 1989. augusztus 20. | van der Heuvel 6 Libregst 5 van de Veen 3 |       | Eke 4 Kókai 3 Rafael 2 Vincze, Dancsa 1-1 | Nézőszám: 2000Játékvezetők: Merola (olasz) Cillero (spanyol) |

| Csapat       | Helyezés |
| ------------ | -------- |
| Magyarország |          |